# 1995 a jogalkotásban
1995-ben az alábbi jogszabályokat alkották meg:

## Magyarország

### Törvények
- 1995. évi I. törvény 	 az ügyvédségről szóló 1983. évi 4. törvényerejű rendelet módosításáról
- 1995. évi II. törvény 	 a Polgári és Politikai Jogok Nemzetközi Egyezségokmányának az Egyesült Nemzetek Közgyűlése XLIV. ülésszakán, 1989. december 15-én elfogadott Második Fakultatív Jegyzőkönyve kihirdetéséről
- 1995. évi III. törvény 	 a Strasbourgban, 1987. november 26-án kelt, a kínzás és az embertelen vagy megalázó büntetések vagy bánásmód megelőzéséről szóló európai egyezmény kihirdetéséről
- 1995. évi IV. törvény 	 a helyi adókról szóló 1990. évi C. törvény módosításáról
- 1995. évi V. törvény 	 a gépjárműadóról szóló 1991. évi LXXXII. törvény módosításáról
- 1995. évi VI. törvény 	 a nemzeti és etnikai kisebbségek jogairól szóló 1993. évi LXXVII. törvény módosításáról
- 1995. évi VII. törvény 	 a társadalombiztosítás pénzügyi alapjai 1993. évi költségvetésének végrehajtásáról
- 1995. évi VIII. törvény 	 a Magyar Népköztársaság Kormánya és a Román Szocialista Köztársaság Kormánya között Budapesten, 1967. évi szeptember hó 22. napján kötött állat-egészségügyi egyezmény kihirdetéséről szóló 1968. évi 8. törvényerejű rendelet hatályon kívül helyezéséről
- 1995. évi IX. törvény 	 a Magyar Népköztársaság és a Lengyel Népköztársaság között a kettős állampolgárságú személyek állampolgárságának rendezéséről Budapesten, 1961. július 5-én aláírt Egyezmény kihirdetéséről szóló 1962. évi 4. törvényerejű rendelet hatályon kívül helyezéséről
- 1995. évi X. törvény 	 a Magyar Népköztársaság és a Mongol Népköztársaság között a kettős állampolgárság kérdéseinek rendezéséről Ulánbátorban, az 1977. évi augusztus hó 15. napján aláírt Egyezmény kihirdetéséről szóló 1978. évi 5. törvényerejű rendelet hatályon kívül helyezéséről
- 1995. évi XI. törvény 	 a Bernben, az 1980. évi május hó 9. napján kelt Nemzetközi Vasúti Fuvarozási Egyezmény (COTIF) kihirdetéséről szóló 1986. évi 2. törvényerejű rendelet módosításáról
- 1995. évi XII. törvény 	 a társadalombiztosításról szóló 1975. évi II. törvény módosításáról
- 1995. évi XIII. törvény 	 A Cseh Köztársaság, a Lengyel Köztársaság, a Magyar Köztársaság, a Szlovák Köztársaság, a Szlovén Köztársaság, Románia és a Bolgár Köztársaság közötti Közép-Európai Szabadkereskedelmi Megállapodás kihirdetéséről
- 1995. évi XIV. törvény 	 a kárpótlási jegyek életjáradékra váltásáról szóló 1992. évi XXXI. törvény módosításáról
- 1995. évi XV. törvény 	 a földrendező és a földkiadó bizottságokról szóló 1993. évi II. törvény módosításáról
- 1995. évi XVI. törvény 	 a Magyar Köztársaság Kormánya és a Kanadai Kormány között a kettős adóztatás elkerülésére és az adóztatás kijátszásának megakadályozására a jövedelem- és a vagyonadók területén Budapesten, 1992. április 15-én aláírt Egyezmény kihirdetéséről
- 1995. évi XVII. törvény 	 a Magyar Köztársaság Kormánya és az Egyiptomi Arab Köztársaság Kormánya között a kettős adóztatás elkerülésére és az adóztatás kijátszásának megakadályozására a jövedelemadók területén Kairóban, 1991. november 5-én aláírt Egyezmény kihirdetéséről
- 1995. évi XVIII. törvény 	 az 1949. augusztus 12-én kötött Genfi Egyezményeket kiegészítő és a nemzetközi fegyveres összeütközések áldozatainak védelméről szóló Jegyzőkönyv I. számú melléklete módosításának kihirdetéséről, valamint az 1989. évi 20. törvényerejű rendelet módosításáról
- 1995. évi XIX. törvény 	 a lakások és helyiségek bérletére, valamint az elidegenítésükre vonatkozó egyes szabályokról szóló 1993. évi LXXVIII. törvény módosításáról
- 1995. évi XX. törvény 	 a számvitelről szóló 1991. évi XVIII. törvény módosításáról és kiegészítéséről
- 1995. évi XXI. törvény 	 az egyes elkülönített állami pénzalapokról szóló 1992. évi LXXXIII. törvény, az Útalapról szóló 1992. évi XXX. törvény, a Kisvállalkozói Garancia Alapról szóló 1993. évi XX. törvény, valamint az ezekkel összefüggő más törvények egyes rendelkezéseinek módosításáról és kiegészítéséről
- 1995. évi XXII. törvény 	 a közalkalmazottak jogállásáról szóló 1992. évi XXXIII. törvény módosításáról
- 1995. évi XXIII. törvény 	 a Magyar Köztársaság Kormánya és Kanada Kormánya között a beruházások ösztönzéséről és kölcsönös védelméről Ottawában, 1991. október 3-án aláírt Megállapodás kihirdetéséről
- 1995. évi XXIV. törvény 	 a Magyar Köztársaság Kormánya és Ukrajna Kormánya között személyeknek a közös államhatáron történő átadásáról és átvételéről szóló, Budapesten, 1993. év február hónap 26. napján aláírt Egyezmény kihirdetéséről
- 1995. évi XXV. törvény 	 a Magyar Köztársaság Kormánya és Románia Kormánya között személyek átvételéről szóló, Bukarestben, 1992. év szeptember hónap 1. napján aláírt Egyezmény kihirdetéséről
- 1995. évi XXVI. törvény 	 az egyes fontos tisztségeket betöltő személyek ellenőrzéséről szóló 1994. évi XXIII. törvény módosításáról
- 1995. évi XXVII. törvény 	 a jövedéki szabályozásról és ellenőrzésről, valamint a bérfőzési szeszadóról szóló 1993. évi LVIII. törvény, továbbá a fogyasztási adóról és a fogyasztói árkiegészítésről szóló 1991. évi LXXVIII. törvény módosításáról
- 1995. évi XXVIII. törvény 	 a nemzeti szabványosításról
- 1995. évi XXIX. törvény 	 a laboratóriumok, a tanúsító és az ellenőrző szervezetek akkreditálásáról
- 1995. évi XXX. törvény 	 a társadalombiztosítás pénzügyi alapjainak 1995. évi költségvetéséről szóló törvény hatálybalépéséig szükséges egyes rendelkezésekről, valamint a társadalombiztosításról szóló 1975. évi II. törvény módosításáról rendelkező 1994. évi CIII. törvény módosításáról
- 1995. évi XXXI. törvény 	 a házasságról, a családról és a gyámságról szóló 1952. évi IV. törvény módosításáról
- 1995. évi XXXII. törvény 	 a szabadalmi ügyvivőkről
- 1995. évi XXXIII. törvény 	 a találmányok szabadalmi oltalmáról
- 1995. évi XXXIV. törvény 	 a Magyar Köztársaság 1995. évi költségvetéséről szóló 1994. évi CIV. törvény módosításáról
- 1995. évi XXXV. törvény 	 a magánszemélyek jövedelemadójáról szóló 1991. évi XC. törvény módosításáról
- 1995. évi XXXVI. törvény 	 a gazdasági és tudományos-műszaki együttműködési kapcsolatokból származó polgári jogi jogviták választottbírósági elbírálásáról szóló egyezmény kihirdetéséről szóló 1973. évi 23. törvényerejű rendelet hatályon kívül helyezéséről
- 1995. évi XXXVII. törvény 	 a bányászatról szóló 1993. évi XLVIII. törvény módosításáról
- 1995. évi XXXVIII. törvény 	 a tulajdonviszonyok rendezése érdekében, az állam által az állampolgárok tulajdonában igazságtalanul okozott károk részleges kárpótlásáról szóló 1991. évi XXV. törvény módosításáról
- 1995. évi XXXIX. törvény 	 az állam tulajdonában lévő vállalkozói vagyon értékesítéséről
- 1995. évi XL. törvény 	 a közbeszerzésekről
- 1995. évi XLI. törvény 	 a büntető jogszabályok módosításáról
- 1995. évi XLII. törvény 	 az egyes helyi közszolgáltatások kötelező igénybevételéről
- 1995. évi XLIII. törvény 	 a helyi önkormányzatok 1995. évi új induló címzett támogatásáról, továbbá a helyi önkormányzatok címzett és céltámogatási rendszeréről szóló 1992. évi LXXXIX. törvény módosításáról
- 1995. évi XLIV. törvény 	 a Magyar Köztársaság Alkotmányáról szóló, többször módosított 1949. évi XX. törvény módosításáról
- 1995. évi XLV. törvény 	 a Magyar Köztársaság és Ukrajna között a jószomszédság és az együttműködés alapjairól Kijevben, az 1991. évi december hó 6. napján aláírt Szerződés kihirdetéséről
- 1995. évi XLVI. törvény 	 a Magyar Köztársaság és a Szlovén Köztársaság között Budapesten, 1992. december 1-jén aláírt barátsági és együttműködési Szerződés kihirdetéséről
- 1995. évi XLVII. törvény 	 a Magyar Köztársaság és a Horvát Köztársaság között Budapesten, 1992. december 16-án aláírt, a baráti kapcsolatokról és együttműködésről szóló Szerződés kihirdetéséről
- 1995. évi XLVIII. törvény 	 a gazdasági stabilizációt szolgáló egyes törvénymódosításokról
- 1995. évi XLIX. törvény 	 a tűz elleni védekezésről és a tűzoltóságról szóló 1973. évi 13. törvényerejű rendelet módosításáról
- 1995. évi L. törvény 	 a pénzintézetekről és a pénzintézeti tevékenységről szóló 1991. évi LXIX. törvény módosításáról
- 1995. évi LI. törvény 	 a Magyar Népköztársaság és a Német Demokratikus Köztársaság között a szociálpolitika terén történő együttműködés tárgyában Budapesten, 1960. január hó 30. napján kötött egyezmény kihirdetéséről szóló 1960. évi 13. törvényerejű rendelet hatályon kívül helyezéséről és az egyezmény egyes rendelkezései által érintett, meghatározott személyek további ellátásának biztosításáról szóló átmeneti rendelkezésekről
- 1995. évi LII. törvény 	 a foglalkoztatás elősegítéséről és a munkanélküliek ellátásáról szóló 1991. évi IV. törvény módosításáról
- 1995. évi LIII. törvény 	 a környezet védelmének általános szabályairól
- 1995. évi LIV. törvény 	 a Hírközlési Alapról
- 1995. évi LV. törvény 	 a Munka Törvénykönyvéről szóló 1992. évi XXII. törvény módosításáról
- 1995. évi LVI. törvény 	 a környezetvédelmi termékdíjról, továbbá egyes termékek környezetvédelmi termékdíjáról
- 1995. évi LVII. törvény 	 a vízgazdálkodásról
- 1995. évi LVIII. törvény 	 az árak megállapításáról szóló 1990. évi LXXXVII. törvény módosításáról
- 1995. évi LIX. törvény 	 a felsőoktatásról szóló 1993. évi LXXX. törvény módosításáról
- 1995. évi LX. törvény 	 a Polgári perrendtartásról szóló 1952. évi III. törvény módosításáról
- 1995. évi LXI. törvény 	 a büntetőeljárásról szóló 1973. évi I. törvény módosításáról
- 1995. évi LXII. törvény 	 a bírósági cégnyilvántartásról és a cégek törvényességi felügyeletéről szóló 1989. évi 23. törvényerejű rendelet módosításáról
- 1995. évi LXIII. törvény 	 a tulajdonviszonyok rendezése érdekében, az állam által az állampolgárok tulajdonában igazságtalanul okozott károk részleges kárpótlásáról szóló 1991. évi XXV. törvény módosításáról
- 1995. évi LXIV. törvény 	 A Gyermek és Ifjúsági Alapról, a Nemzeti Gyermek és Ifjúsági Közalapítványról, valamint az ifjúsággal összefüggő egyes állami feladatok ellátásának szervezeti rendjéről
- 1995. évi LXV. törvény 	 az államtitokról és a szolgálati titokról
- 1995. évi LXVI. törvény 	 a köziratokról, a közlevéltárakról és a magánlevéltári anyag védelméről
- 1995. évi LXVII. törvény 	 az Észak-atlanti Szerződés Szervezetével aláírt „Békepartnerség” program Keretdokumentumának törvénybe iktatásáról, és annak a Magyar Köztársaság által történő végrehajtásáról
- 1995. évi LXVIII. törvény 	 a jövedéki szabályozásról és ellenőrzésről, valamint a bérfőzési szeszadóról szóló 1993. évi LVIII. törvény módosításáról és kiegészítéséről
- 1995. évi LXIX. törvény 	 az állam tulajdonában lévő vállalkozói vagyon értékesítéséről szóló 1995. évi XXXIX. törvény módosításáról
- 1995. évi LXX. törvény 	 a helyi önkormányzatokról szóló 1990. évi LXV. törvény kiegészítéséről
- 1995. évi LXXI. törvény 	 a villamos energia termeléséről, szállításáról és szolgáltatásáról szóló 1994. évi XLVIII. törvény és az ahhoz kapcsolódó egyes törvényi rendelkezések módosításáról
- 1995. évi LXXII. törvény 	 a Magyar Köztársaság 1995. évi pótköltségvetéséről
- 1995. évi LXXIII. törvény 	 a társadalombiztosítás pénzügyi alapjainak 1995. évi költségvetéséről és a természetbeni egészségbiztosítási szolgáltatások finanszírozásának általános szabályairól
- 1995. évi LXXIV. törvény 	 a Magyar Köztársaság és az Észt Köztársaság közötti, Tallinnban, 1992. augusztus 8-án aláírt, baráti kapcsolatok és együttműködés alapjairól szóló Szerződés kihirdetéséről
- 1995. évi LXXV. törvény 	 a Magyar Köztársaság és a Francia Köztársaság közötti egyetértésről és barátságról Párizsban, 1991. szeptember 11-én aláírt Szerződés kihirdetéséről
- 1995. évi LXXVI. törvény 	 a Magyar Köztársaság és a Lengyel Köztársaság közötti, Krakkóban, 1991. október 6-án aláírt, baráti és jószomszédsági együttműködésről szóló Szerződés kihirdetéséről
- 1995. évi LXXVII. törvény 	 a Magyar Köztársaság és a Lett Köztársaság közötti, Rigában, 1992. augusztus 7-én aláírt, baráti kapcsolatok és együttműködés alapjairól szóló Szerződés kihirdetéséről
- 1995. évi LXXVIII. törvény 	 a Magyar Köztársaság és a Litván Köztársaság közötti, Vilniusban, 1992. augusztus 8-án aláírt, baráti kapcsolatok és együttműködés alapjairól szóló Szerződés kihirdetéséről
- 1995. évi LXXIX. törvény 	 a Magyar Köztársaság és a Németországi Szövetségi Köztársaság közötti, Budapesten, 1992. február 6-án aláírt, baráti együttműködésről és az európai partnerségről szóló Szerződés kihirdetéséről
- 1995. évi LXXX. törvény 	 a Magyar Köztársaság és a Spanyol Királyság közötti, Madridban, 1992. február 6-án aláírt, barátsági és együttműködési Szerződés kihirdetéséről
- 1995. évi LXXXI. törvény 	 a Biológiai Sokféleség Egyezmény kihirdetéséről
- 1995. évi LXXXII. törvény 	 az ENSZ Éghajlatváltozási Keretegyezmény kihirdetéséről
- 1995. évi LXXXIII. törvény 	 a Magyar Köztársaság nemzeti jelképeinek és a Magyar Köztársaságra utaló elnevezésnek a használatáról
- 1995. évi LXXXIV. törvény 	 a szakképzésről szóló 1993. évi LXXVI. törvény módosításáról
- 1995. évi LXXXV. törvény 	 a közoktatás szervezésével és irányításával kapcsolatos egyes átmeneti szabályokról
- 1995. évi LXXXVI. törvény 	 a népesség egy része személyi, családi és lakásviszonyainak 1996. évi összeírásáról
- 1995. évi LXXXVII. törvény 	 a gazdasági kamarákról szóló 1994. évi XVI. törvény módosításáról
- 1995. évi LXXXVIII. törvény 	 a jövedéki szabályozásról és ellenőrzésről, valamint a bérfőzési szeszadóról szóló 1993. évi LVIII. törvény módosításáról és kiegészítéséről
- 1995. évi LXXXIX. törvény 	 a volt egyházi ingatlanok tulajdoni helyzetének rendezéséről szóló 1991. évi XXXII. törvény módosításáról
- 1995. évi XC. törvény 	 az élelmiszerekről
- 1995. évi XCI. törvény 	 az állategészségügyről
- 1995. évi XCII. törvény 	 a takarmányok előállításáról és forgalomba hozataláról
- 1995. évi XCIII. törvény 	 a védett természeti területek védettségi szintjének helyreállításáról
- 1995. évi XCIV. törvény 	 a Magyar Állatorvosi Kamaráról, valamint a magán-állatorvosi tevékenység gyakorlásáról
- 1995. évi XCV. törvény 	 a devizáról
- 1995. évi XCVI. törvény 	 a biztosítóintézetekről és a biztosítási tevékenységről
- 1995. évi XCVII. törvény 	 a légi közlekedésről, egységes szerkezetben a végrehajtásáról szóló 141/1995. (XI. 30.) Korm. rendelettel
- 1995. évi XCVIII. törvény 	 a helyi adókról szóló 1990. évi C. törvény és a gépjárműadóról szóló 1991. évi LXXXII. törvény módosításáról
- 1995. évi XCIX. törvény 	 az agrárpiaci rendtartásról szóló 1993. évi VI. törvény módosításáról
- 1995. évi C. törvény 	 a vámjogról, a vámeljárásról, valamint a vámigazgatásról
- 1995. évi CI. törvény 	 a vámtarifáról
- 1995. évi CII. törvény 	 az Észak-atlanti Szerződés részes államai és a „Békepartnerség” más résztvevő államai közötti, fegyveres erőik jogállásáról szóló Megállapodás és annak Kiegészítő Jegyzőkönyve megerősítéséről és kihirdetéséről
- 1995. évi CIII. törvény 	 a helyi önkormányzatok címzett és céltámogatási rendszeréről szóló 1992. évi LXXXIX. törvény módosításáról
- 1995. évi CIV. törvény 	 a Magyar Köztársaság 1994. évi költségvetésének végrehajtásáról
- 1995. évi CV. törvény 	 az államháztartásról szóló 1992. évi XXXVIII. törvény és az ahhoz kapcsolódó egyes törvényi rendelkezések módosításáról
- 1995. évi CVI. törvény 	 a társasági adóról szóló 1991. évi LXXXVI. törvény módosításáról
- 1995. évi CVII. törvény 	 a büntetés-végrehajtási szervezetről
- 1995. évi CVIII. törvény 	 a magyar állampolgárok külföldi állampolgárokkal történő házasságkötésére vonatkozó jogszabályok módosításáról
- 1995. évi CIX. törvény 	 a Magyar Köztársaság 1995. évi költségvetéséről szóló 1994. évi CIV. törvény módosításáról
- 1995. évi CX. törvény 	 az adózás rendjéről szóló 1990. évi XCI. törvény módosításáról
- 1995. évi CXI. törvény 	 a közalkalmazottak jogállásáról szóló 1992. évi XXXIII. törvény módosításáról
- 1995. évi CXII. törvény 	 a lakások és helyiségek bérletére, valamint az elidegenítésükre vonatkozó egyes szabályokról szóló 1993. évi LXXVIII. törvény módosításáról
- 1995. évi CXIII. törvény 	 a társadalombiztosítás pénzügyi alapjainak 1996. évi költségvetéséről szóló törvény hatálybalépéséig szükséges egyes rendelkezésekről
- 1995. évi CXIV. törvény 	 az igazságügyi szakértői kamaráról
- 1995. évi CXV. törvény 	 az általános forgalmi adóról szóló 1992. évi LXXIV. törvény módosításáról
- 1995. évi CXVI. törvény 	 a fogyasztási adóról és a fogyasztói árkiegészítésről szóló 1991. évi LXXVIII. törvény módosításáról
- 1995. évi CXVII. törvény 	 a személyi jövedelemadóról
- 1995. évi CXVIII. törvény 	 a társadalombiztosításról szóló 1975. évi II. törvény, valamint a gyógyszertárak létesítéséről és működésük egyes szabályairól szóló 1994. évi LIV. törvény, továbbá a Munka Törvénykönyvéről szóló 1992. évi XXII. törvény módosításáról
- 1995. évi CXIX. törvény 	 a kutatás és a közvetlen üzletszerzés célját szolgáló név- és lakcímadatok kezeléséről
- 1995. évi CXX. törvény 	 a földrendező és a földkiadó bizottságokról szóló 1993. évi II. törvény módosításáról
- 1995. évi CXXI. törvény 	 a Magyar Köztársaság 1996. évi költségvetéséről
- 1995. évi CXXII. törvény 	 a családi pótlékról és a családok támogatásáról szóló 1990. évi XXV. törvény módosításáról, valamint a gazdasági stabilizációt szolgáló egyes törvénymódosításokról szóló 1995. évi XLVIII. törvény egyes rendelkezéseinek hatályba léptetéséről
- 1995. évi CXXIII. törvény 	 a polgárok személyi adatainak és lakcímének nyilvántartásáról szóló 1992. évi LXVI. törvény módosításáról
- 1995. évi CXXIV. törvény 	 egyes törvényeknek a Munkaerőpiaci Alap létrehozásával kapcsolatos módosításáról
- 1995. évi CXXV. törvény 	 a nemzetbiztonsági szolgálatokról

### Országgyűlési határozatok  (128)
- 1/1995. (II. 10.) OGY határozat     az országgyűlés bizottságainak létrehozásáról, tisztségviselőinek és tagjainak megválasztásáról szóló 62/1994. (XI. 23.) OGY határozat módosításáról
- 2/1995. (II. 10.) OGY határozat mentelmi jog fenntartásáról
- 3/1995. (II. 10.) OGY határozat     mentelmi jog fenntartásáról
- 4/1995. (II. 22.) OGY határozat     az Országgyűlés bizottságainak létrehozásáról, tisztségviselőinek és tagjainak megválasztásáról szóló 62/1994. (XI. 23.) OGY határozat módosításáról
- 5/1995. (II. 22.) OGY határozat     mentelmi jog fenntartásáról
- 6/1995. (II. 22.) OGY határozat     mentelmi jog fenntartásáról
- 7/1995. (II. 22.) OGY határozat     mentelmi jog felfüggesztéséről
- 8/1995. (II. 22.) OGY határozat     a nemzeti és etnikai kisebbségi szervezetek költségvetési támogatásáról
- 9/1995. (II. 24.) OGY határozat     a nyugellátások, baleseti nyugellátások emeléséről
- 10/1995. (III. 1.) OGY határozat     a társadalombiztosítás pénzügyi alapjai kinnlevőségeinek rendezéséről, a járulékbeszedés, végrehajtás és ellenőrzés egységes rendszerének kialakításáról
- 11/1995. (III. 1.) OGY határozat     az Országgyűlés bizottságainak létrehozásáról, tisztségviselőinek és tagjainak megválasztásáról szóló 62/1994. (XI. 23.) OGY határozat módosításáról
- 12/1995. (III. 1.) OGY határozat     a társadalmi szervezetek, a nemzeti és etnikai kisebbségi szervezetek, valamint az egyházak költségvetési támogatására szolgáló pénzeszközök elosztásának bizottsági előkészítéséről szóló 74/1994. (XII. 27.) OGY határozat módosításáról
- 13/1995. (III. 3.) OGY határozat     a Magyar Köztársaság és az Oroszországi Szovjet Szövetségi Szocialista Köztársaság közötti baráti kapcsolatokról és együttműködésről szóló Szerződés, valamint az azt kiegészítő levélváltás megerősítéséről
- 14/1995. (III. 8.) OGY határozat     a Magyar Köztársaság Kormánya és a Szlovák Köztársaság Kormánya között személyeknek a közös államhatáron történő átadásáról és átvételéről szóló egyezmény megerősítéséről
- 15/1995. (III. 8.) OGY határozat     a Magyar Köztársaság Kormánya, valamint a Horvát Köztársaság Kormánya között személyeknek a közös államhatáron történő átvételéről szóló egyezmény megerősítéséről
- 16/1995. (III. 8.) OGY határozat     a Magyar Köztársaság Kormánya, valamint a Szlovén Köztársaság Kormánya között személyeknek a közös államhatáron történő átvételéről szóló egyezmény megerősítéséről
- 17/1995. (III. 8.) OGY határozat     a Magyar Köztársaság Kormánya és a Svájci Szövetségi Tanács között személyeknek az államhatáron történő átadásáról és átvételéről szóló egyezmény megerősítéséről
- 18/1995. (III. 8.) OGY határozat     a Magyar Köztársaság Kormánya, valamint az Osztrák Köztársaság Kormánya között személyeknek a közös államhatáron történő átvételéről szóló egyezmény megerősítéséről
- 19/1995. (III. 17.) OGY határozat     a békéltetésről és a választott bíráskodásról az Európai Biztonsági és Együttműködési Értekezlet keretében létrejött Egyezmény és az Egyezmény 13. cikke alapján létrehozott Pénzügyi Jegyzőkönyv megerősítéséről
- 20/1995. (III. 17.) OGY határozat     az Országgyűlés bizottságainak létrehozásáról, tisztségviselőinek és tagjainak megválasztásáról szóló 62/1994. (XI. 23.) OGY határozat módosításáról
- 21/1995. (III. 17.) OGY határozat     mentelmi jog felfüggesztéséről
- 22/1995. (III. 17.) OGY határozat     mentelmi jog fenntartásáról
- 23/1995. (III. 24.) OGY határozat     a Magyar Köztársaság és a Lengyel Köztársaság között a beruházások kölcsönös elősegítéséről és védelméről Budapesten, 1992. szeptember 23-án aláírt Egyezmény megerősítéséről
- 24/1995. (III. 24.) OGY határozat     a Magyar Köztársaság Kormánya és a Lengyel Köztársaság Kormánya között a kettős adóztatás elkerülésére és az adóztatás kijátszásának megakadályozására a jövedelem- és a vagyonadók területén Budapesten, 1992. szeptember 23-án aláírt Egyezmény megerősítéséről
- 25/1995. (III. 24.) OGY határozat     a Magyar Köztársaság és a Bolgár Köztársaság között a beruházások kölcsönös ösztönzéséről és védelméről Budapesten, 1994. június 8-án aláírt Egyezmény megerősítéséről
- 26/1995. (III. 24.) OGY határozat     a Magyar Köztársaság és a Bolgár Köztársaság között a kettős adóztatás elkerüléséről a jövedelem- és vagyonadók területén Budapesten, 1994. június 8-án aláírt Egyezmény megerősítéséről
- 27/1995. (III. 24.) OGY határozat     a Magyar Köztársaság Kormánya és Kanada Kormánya között a kettős adóztatás elkerülésére és az adóztatás kijátszásának megakadályozására a jövedelem- és vagyonadók területén Budapesten, 1992. április 15-én aláírt Egyezmény módosításáról rendelkező, 1994. május 3. napján, Budapesten aláírt jegyzőkönyv megerősítéséről
- 28/1995. (III. 24.) OGY határozat     a Magyar Köztársaság Kormánya és az Albán Köztársaság Kormánya között a kettős adóztatás elkerülésére a jövedelem- és a vagyonadók területén Tiranában, 1992. november 14-én aláírt Egyezmény megerősítéséről
- 29/1995. (III. 24.) OGY határozat     a Magyar Köztársaság és a Vietnami Szocialista Köztársaság között a beruházások előmozdításáról és kölcsönös védelméről Budapesten, 1994. augusztus 26-án aláírt Egyezmény megerősítéséről
- 30/1995. (III. 24.) OGY határozat     a Magyar Köztársaság és a Vietnami Szocialista Köztársaság között a kettős adóztatás elkerüléséről és az adóztatás kijátszásának megakadályozásáról a jövedelemadók területén Budapesten, 1994. augusztus 26-án aláírt Egyezmény megerősítéséről
- 31/1995. (III. 24.) OGY határozat     a Duna egyoldalú elterelése miatt szükséges teendőkről szóló 25/1994. (IV. 13.) OGY határozat módosításáról
- 32/1995. (III. 24.) OGY határozat     az Országgyűlés bizottságainak létrehozásáról, tisztségviselőinek és tagjainak megválasztásáról szóló 62/1994. (XI. 23.) OGY határozat módosításáról
- 33/1995. (III. 24.) OGY határozat     a nemzeti és etnikai kisebbségi szervezetek költségvetési támogatásáról szóló 8/1995. (II. 22.) OGY határozat módosításáról
- 34/1995. (III. 31.) OGY határozat     az Országgyűlés bizottságainak létrehozásáról, tisztségviselőinek és tagjainak megválasztásáról szóló 62/1994. (XI. 23.) OGY határozat módosításáról
- 35/1995. (IV. 7.) OGY határozat     a Regionális vagy Kisebbségi Nyelvek Európai Kartájának megerősítéséről és a Magyar Köztársaság 2. Cikk 2. pontja szerinti kötelezettségvállalásairól
- 36/1995. (IV. 7.) OGY határozat     a Magyar Köztársaság és Malajzia között a beruházások elősegítéséről és védelméről Kuala Lumpurban, 1993. február 19-én aláírt Megállapodás megerősítéséről
- 37/1995. (IV. 7.) OGY határozat     a Magyar Köztársaság és a Cseh Köztársaság között a beruházások ösztönzéséről és kölcsönös védelméről Prágában, 1993. január 14-én aláírt Megállapodás megerősítéséről
- 38/1995. (IV. 7.) OGY határozat     a Magyar Köztársaság és a Szlovák Köztársaság között a kettős adóztatás elkerüléséről és az adóztatás kijátszásának megakadályozásáról a jövedelem- és a vagyonadók területén Bratislavában, 1994. augusztus 5-én aláírt Egyezmény megerősítéséről
- 39/1995. (IV. 7.) OGY határozat     a Magyar Köztársaság és a Szlovák Köztársaság között a beruházások ösztönzéséről és kölcsönös védelméről Pozsonyban, 1993. január 15-én aláírt Megállapodás megerősítéséről
- 40/1995. (IV. 7.) OGY határozat     a Magyar Honvédség alegységei légvédelmi rakéta éleslövészetéről a Lengyel Köztársaságban
- 41/1995. (IV. 13.) OGY határozat     az Országgyűlés bizottságainak létrehozásáról, tisztségviselőinek és tagjainak megválasztásáról szóló 62/1994. (XI. 23.) OGY határozat módosításáról
- 42/1995. (IV. 13.) OGY határozat     az audiovizuális művek nemzetközi nyilvántartásáról szóló 1989. évi Genfi Szerződéshez való csatlakozásról
- 43/1995. (IV. 13.) OGY határozat     az értelmi fogyatékosokat segítő érdekvédelmi szervezetek támogatására szolgáló keret elosztásáról
- 44/1995. (IV. 19.) OGY határozat     az egyes fontos tisztségeket betöltő személyek ellenőrzését végző további bizottságok tagjainak választásáról
- 45/1995. (IV. 28.) OGY határozat     az Országgyűlés bizottságainak létrehozásáról, tisztségviselőinek és tagjainak megválasztásáról szóló 62/1994. (XI. 23.) OGY határozat módosításáról
- 46/1995. (V. 4.) OGY határozat     a Magyar Köztársaság Kormánya és az Amerikai Egyesült Államok Kormánya között a bűnügyi jogsegélyről szóló, Budapesten, az 1994. év december hónap 1. napján aláírt szerződés megerősítéséről
- 47/1995. (V. 4.) OGY határozat     a Magyar Köztársaság Kormánya és az Amerikai Egyesült Államok Kormánya között a kiadatásról szóló, Budapesten, az 1994. év december hónap 1. napján aláírt szerződés megerősítéséről
- 48/1995. (V. 4.) OGY határozat     a Magyar Nemzeti Bank Felügyelő Bizottsága elnökének és további három tagjának választásáról
- 49/1995. (V. 10.) OGY határozat     a nemzetközi pénzügyi lízingről szóló, Ottawában, 1988. május 28-án kelt UNIDROIT egyezményhez, valamint a nemzetközi követelés-vételről szóló, Ottawában, 1988. május 28-án kelt UNIDROIT egyezményhez történő csatlakozásról
- 50/1995. (V. 10.) OGY határozat     a nemzeti és etnikai kisebbségi szervezetek költségvetési támogatásáról
- 51/1995. (V. 15.) OGY határozat     a II. világháborús nemzeti ellenállási mozgalom emlékének megörökítéséről
- 52/1995. (V. 17.) OGY határozat     a társadalmi szervezetek költségvetési támogatásának elosztásáról
- 53/1995. (V. 17.) OGY határozat     az Országgyűlés bizottságainak létrehozásáról, tisztségviselőinek és tagjainak megválasztásáról szóló 62/1994. (XI. 23.) OGY határozat módosításáról
- 54/1995. (V. 26.) OGY határozat     az országos népszavazás kezdeményezésének elutasításáról
- 55/1995. (VI. 1.) OGY határozat     a Magyar Honvédség és a Román Hadsereg alegységei egymás országában végrehajtásra kerülő közös kiképzéséről és gyakorlatáról
- 56/1995. (VI. 2.) OGY határozat     az Országgyűlés bizottságainak létrehozásáról, tisztségviselőinek és tagjainak megválasztásáról szóló 62/1994. (XI. 23.) OGY határozat módosításáról
- 57/1995. (VI. 2.) OGY határozat     mentelmi jog fenntartásáról
- 58/1995. (VI. 2.) OGY határozat     mentelmi jog fenntartásáról
- 59/1995. (VI. 2.) OGY határozat     mentelmi jog felfüggesztéséről
- 60/1995. (VI. 8.) OGY határozat     a Magyar Köztársaság Kormánya, valamint a Cseh Köztársaság Kormánya között, személyeknek az államhatáron történő átadásáról-átvételéről szóló egyezmény megerősítéséről
- 61/1995. (VI. 8.) OGY határozat     a Magyar Köztársaság Kormánya, valamint a Lengyel Köztársaság Kormánya között, a jogellenesen tartózkodó személyek államhatáron történő átadásáról-átvételéről szóló egyezmény megerősítéséről
- 62/1995. (VI. 17.) OGY határozat     a Magyar Köztársaság Országgyűlésének Házszabályáról szóló 46/1994. (IX. 30.) OGY határozat módosításáról
- 63/1995. (VI. 17.) OGY határozat     az Országgyűlés Alkotmányelőkészítő bizottságának létrehozásáról
- 64/1995. (VI. 17.) OGY határozat     ENSZ békefenntartó erők (UNCRO és UNPREDEP magyarországi átvonulásáról és átmeneti állomásozásáról
- 65/1995. (VI. 17.) OGY határozat     az Észak-atlanti Szerződés Szervezetével aláírt „Békepartnerség” program Keretdokumentumának megerősítéséről szóló 66/1994. (XII. 15.) OGY határozat módosításáról
- 66/1995. (VI. 17.) OGY határozat     vizsgáló bizottság létrehozásáról az adós- és bankkonszolidáció körülményeinek tisztázására
- 67/1995. (VI. 17.) OGY határozat     vizsgáló bizottság létrehozásáról a Budapest Bank részére juttatott állami támogatás körülményeinek tisztázására
- 68/1995. (VI. 17.) OGY határozat     a privatizációs folyamatok és az állami vagyonkezelés hatékonyságát és jogszerűségét veszélyeztető fogyatékosságok és visszaélések feltárását, a korrupcióellenes fellépést elősegítő országgyűlési eseti bizottság létrehozásáról
- 69/1995. (VI. 17.) OGY határozat     az adós- és bankkonszolidáció körülményeinek tisztázására létrehozott vizsgáló bizottság tagjainak megválasztásáról
- 70/1995. (VI. 17.) OGY határozat     a Budapest Bank részére juttatott állami támogatás körülményeinek tisztázására létrehozott vizsgáló bizottság tagjainak megválasztásáról
- 71/1995. (VI. 17.) OGY határozat     az Országgyűlés bizottságainak létrehozásáról, tisztségviselőinek és tagjainak megválasztásáról szóló 62/1994. (XI. 23.) OGY határozat módosításáról
- 72/1995. (VI. 17.) OGY határozat     mentelmi jog fenntartásáról
- 73/1995. (VI. 17.) OGY határozat     mentelmi jog felfüggesztéséről
- 74/1995. (VI. 22.) OGY határozat     köztársasági elnök választásáról
- 75/1995. (VI. 22.) OGY határozat     a Magyar Köztársaság és a Szlovák Köztársaság között a jószomszédi kapcsolatokról és a baráti együttműködésről szóló szerződés megerősítéséről
- 76/1995. (VI. 29.) OGY határozat     a nemzeti és etnikai kisebbségi szervezetek költségvetési támogatásáról szóló 50/1995. (V. 10.) OGY határozat módosításáról
- 77/1995. (VI. 29.) OGY határozat     a nemzeti és etnikai kisebbségek önkormányzatainak költségvetési támogatásáról
- 78/1995. (VII. 6.) OGY határozat     az 1995. évben a „Békepartnerség” program Keretdokumentum alapján, illetve a „Békepartnerség” szellemében tervezett csapatmozgásokról
- 79/1995. (VII. 6.) OGY határozat     a Budapest Bank részére juttatott állami támogatás körülményeinek tisztázására létrehozott vizsgáló bizottság elnökének és alelnökének megválasztásáról
- 80/1995. (VII. 6.) OGY határozat     az adós- és bankkonszolidáció körülményeinek tisztázására létrehozott vizsgáló bizottság elnökének és alelnökének megválasztásáról
- 81/1995. (VII. 6.) OGY határozat     az Európa Tanács Nemzeti Kisebbségek Védelméről szóló Keretegyezménye megerősítéséről
- 82/1995. (VII. 6.) OGY határozat     a Sínai-félszigeten állomásozó Multinacionális Erők és Megfigyelők (MFO) békefenntartó missziójában való magyar részvételről
- 83/1995. (VII. 6.) OGY határozat     az Országgyűlés bizottságainak létrehozásáról, tisztségviselőinek és tagjainak megválasztásáról szóló 62/1994. (XI. 23.) OGY határozat módosításáról
- 84/1995. (VII. 6.) OGY határozat     országgyűlési biztosok választásáról
- 85/1995. (VII. 6.) OGY határozat     a fegyveres erők részletes bontású létszámáról
- 86/1995. (VII. 6.) OGY határozat     a nyugellátások, baleseti nyugellátások 1995. szeptember havi emeléséről
- 87/1995. (VII. 6.) OGY határozat     az egyes fontos tisztségeket betöltő személyek ellenőrzésére felállított bizottság két tagja megválasztásának semmisségéről
- 88/1995. (VII. 6.) OGY határozat     a Magyar Honvédség hosszú, valamint középtávú átalakításának irányairól és létszámáról
- 89/1995. (IX. 8.) OGY határozat     az Országgyűlés bizottságainak létrehozásáról, tisztségviselőinek és tagjainak megválasztásáról szóló 62/1994. (XI. 23.) OGY határozat módosításáról
- 90/1995. (IX. 28.) OGY határozat     mentelmi jog felfüggesztéséről
- 91/1995. (IX. 28.) OGY határozat     mentelmi jog fenntartásáról
- 92/1995. (IX. 28.) OGY határozat     mentelmi jog fenntartásáról
- 93/1995. (IX. 28.) OGY határozat     az Országgyűlés bizottságainak létrehozásáról, tisztségviselőinek és tagjainak megválasztásáról szóló 62/1994. (XI. 23.) OGY határozat módosításáról
- 94/1995. (IX. 28.) OGY határozat     a légvédelem rádiólokációs felderítő-, információs és vezetési rendszere fejlesztéséről
- 95/1995. (IX. 28.) OGY határozat     a légvédelem földközeli és kis magasságú oltalmazási képességének megőrzéséről
- 96/1995. (IX. 28.) OGY határozat     az Európa Tanács kiváltságairól és mentességeiről szóló általános megállapodás második, negyedik és ötödik számú jegyzőkönyveinek, valamint az Emberi Jogok Európai Bizottsága és Bírósága eljárásaiban részt vevő személyekre vonatkozó 1969. évi európai megállapodásnak a megerősítéséről
- 97/1995. (IX. 28.) OGY határozat     a Magyar Köztársaság és a Kazak Köztársaság között Almatiban, 1995. március 9-én aláírt konzuli egyezmény megerősítéséről
- 98/1995. (IX. 28.) OGY határozat     a nukleáris biztonságról szóló egyezmény megerősítéséről
- 99/1995. (X. 13.) OGY határozat     a Magyar Honvédség 1995. és 1996. év végi részletes bontású létszámáról
- 100/1995. (X. 13.) OGY határozat     az Országgyűlés bizottságainak létrehozásáról, tisztségviselőinek és tagjainak megválasztásáról szóló 62/1994. (XI. 23.) OGY határozat módosításáról
- 101/1995. (X. 13.) OGY határozat     a Magyar Köztársaság és Ukrajna között a magyar-ukrán államhatár rendjéről, a határkérdésekben való együttműködésről és kölcsönös segítségnyújtásról szóló Szerződés megerősítéséről
- 102/1995. (X. 13.) OGY határozat     a Magyar Köztársaság és Románia között a kettős adóztatás elkerüléséről és az adóztatás kijátszásának megakadályozásáról a jövedelem- és a vagyonadók területén Bukarestben, 1993. szeptember 16-án aláírt Egyezmény megerősítéséről
- 103/1995. (X. 13.) OGY határozat     a Magyar Köztársaság és a Török Köztársaság között a kettős adóztatás elkerülésére a jövedelemadók területén Budapesten, 1993. március 10-én aláírt Egyezmény megerősítéséről
- 104/1995. (X. 13.) OGY határozat     a Magyar Köztársaság Kormánya és az Indonéz Köztársaság Kormánya között a beruházások ösztönzéséről és védelméről Jakartában, 1992. május 20-án aláírt Megállapodás megerősítéséről
- 105/1995. (XI. 1.) OGY határozat     a Duna-Tisza közi homokhátság vízpótlásáról
- 107/1995. (XI. 4.) OGY határozat     a felsőoktatás fejlesztésének irányelveiről
- 106/1995. (XI. 1.) OGY határozat     a gyermekek és az ifjúság helyzetéről, életkörülményeinek alakulásáról szóló jelentésről
- 108/1995. (XI. 9.) OGY határozat     a környezet védelmének általános szabályairól szóló törvény egyes rendelkezéseinek érvényesítése érdekében szükséges jogalkotási feladatokról
- 109/1995. (XI. ?.) OGY határozat
- 110/1995. (XI. 22.) OGY határozat mentelmi jog felfüggesztéséről
- 111/1995. (XI. 30.) OGY határozat     a magyar energiaszektor privatizációja elleni népi kezdeményezésről
- 112/1995. (XII. 2.) OGY határozat     a délszláv válság békés rendezésének végrehajtását biztosító erők (IFOR) Magyarországon történő átvonulásáról és átmeneti állomásozásáról
- 113/1995. (XII. 7.) OGY határozat     az Országgyűlés bizottságainak létrehozásáról, tisztségviselőinek és tagjainak megválasztásáról szóló 62/1994. (XI. 23.) OGY határozat módosításáról
- 114/1995. (XII. 12.) OGY határozat     a délszláv válság békés rendezésének végrehajtását biztosító erők (IFOR) kötelékében korlátozott létszámú magyar műszaki kontingens részvételéről
- 115/1995. (XII. 13.) OGY határozat     az Állami Számvevőszék 1994. évi tevékenységéről
- 116/1995. (XII. 13.) OGY határozat     a társadalmi szervezetek, a nemzeti és etnikai kisebbségi szervezetek, valamint az egyházak költségvetési támogatására szolgáló pénzeszközök elosztásának bizottsági előkészítéséről szóló 74/1994. (XII. 27.) OGY határozat módosításáról
- 117/1995. (XII. 20.) OGY határozat Dunafalva község Baranya megyétől Bács-Kiskun megyéhez csatolásáról
- 118/1995. (XII. 22.) OGY határozat     az Egészségbiztosítási Önkormányzat és az Országos Egészségbiztosítási Pénztár gazdálkodását vizsgáló bizottság felállításáról
- 119/1995. (XII. 22.) OGY határozat     az Egészségbiztosítási Önkormányzat és az Országos Egészségbiztosítási Pénztár gazdálkodását vizsgáló bizottság tisztségviselőinek és tagjainak megválasztásáról
- 120/1995. (XII. 22.) OGY határozat     az országos népszavazás kezdeményezésének elutasításáról
- 121/1995. (XII. 22.) OGY határozat     az Országgyűlés bizottságainak létrehozásáról, tisztségviselőinek és tagjainak megválasztásáról szóló 62/1994. (XI. 23.) OGY határozat módosításáról
- 122/1995. (XII. 22.) OGY határozat     a személyazonosító jelre vonatkozó 46/1995. (VI. 30.) AB határozat következtében teendő intézkedésekről
- 123/1995. (XII. 22.) OGY határozat     az 1995. évi LXXII. törvényben elfogadott agrárgazdasági támogatások előirányzatai együttes összegének túllépéséhez történő hozzájárulásáról
- 124/1995. (XII. 22.) OGY határozat    a magyar-orosz olajszállítások és az orosz államadósság hasznosítása során felmerült összeférhetetlenségek, valamint a politikai döntéshozók és a gazdasági élet résztvevőinek esetleges összefonódását vizsgáló bizottság felállításáról
- 125/1995. (XII. 22.) OGY határozat    a magyar-orosz olajszállítások és az orosz államadósság hasznosítása során felmerült összeférhetetlenségek, valamint a politikai döntéshozók és a gazdasági élet résztvevőinek esetleges összefonódását vizsgáló bizottság tisztségviselőinek és tagjainak megválasztásáról
- 126/1995. (XII. 26.) OGY határozat     a Munkaerőpiaci Alap önkormányzati jellegű irányításáról szóló törvényi szabályozásról
- 127/1995. (XII. 26.) OGY határozat     az Országgyűlés bizottságainak létrehozásáról, tisztségviselőinek és tagjainak megválasztásáról szóló 62/1994. (XI. 23.) OGY határozat módosításáról
- 128/1995. (XII. 28.) OGY határozat  az egyházak közvetlen állami támogatására jóváhagyott 1996. évi költségvetési keret felosztásáról

### Kormányrendeletek
- 1/1995. (I. 20.) Korm. rendelet 	 a haditechnikai eszközök és szolgáltatások kiviteléről, behozataláról, illetve reexportjáról szóló 48/1991. (III. 27.) Korm. rendelet módosításáról
- 2/1995. (I. 20.) Korm. rendelet 	 a mezőgazdasági termelő és erdőgazdálkodó gázolaj felhasználása utáni fogyasztásiadó-visszatérítés feltételeiről és szabályairól
- 3/1995. (I. 20.) Korm. rendelet 	 a gázszolgáltatásról szóló 1994. évi XLI. törvény végrehajtásáról
- 4/1995. (I. 20.) Korm. rendelet 	 a Magyar Tudományos Akadémia hazai tagjai és a Magyar Tudományos Akadémia Doktora címmel rendelkező személyek tiszteletdíjáról, illetve az akadémikus elhalálozása esetén megállapítható hozzátartozói ellátásokról
- 5/1995. (I. 26.) Korm. rendelet 	 a Céltámogatási Kiegészítő Keretből adható támogatásról szóló 59/1993. (IV. 9.) Korm. rendelet módosításáról
- 6/1995. (I. 31.) Korm. rendelet 	 a kötelező legkisebb munkabér (minimálbér) megállapításáról
- 7/1995. (II. 3.) Korm. rendelet 	 a Magyar Köztársaság Kormánya és az Osztrák Szövetségi Kormány között a közúti és vízi határforgalom ellenőrzéséről szóló Egyezmény végrehajtására vonatkozó, 1993. október 11-én aláírt Megállapodás kiegészítéséről szóló, 1994. november 30-án aláírt Megállapodás kihirdetéséről
- 8/1995. (II. 3.) Korm. rendelet 	 a Közép-európai Egyetemi Csereprogram (CEEPUS) keretében az oktatási és továbbképzési együttműködés létesítése tárgyában Budapesten, 1993. december 8-án létrejött Megállapodás kihirdetéséről
- 9/1995. (II. 3.) Korm. rendelet 	 a köztisztviselők képesítési előírásairól
- 10/1995. (II. 3.) Korm. rendelet 	 a megyei (fővárosi) földművelésügyi hivatalról és egyes földművelésügyi szakigazgatási feladatokat megállapító jogszabályok módosításáról szóló 44/1991. (III. 14.) Korm. rendelet módosításáról
- 11/1995. (II. 8.) Korm. rendelet 	 a társadalombiztosításról szóló 1975. évi II. törvény végrehajtásáról rendelkező 89/1990. (V. 1.) MT rendelet módosításáról
- 12/1995. (II. 10.) Korm. rendelet 	 a felsőoktatási intézményekbe alapképzésre jelentkezők felvételi költségtérítéséről
- 13/1995. (II. 10.) Korm. rendelet 	 az Országos Kisvállalkozás-fejlesztési Iroda hatásköréről, szervezetéről és működéséről szóló 78/1990. (XI. 1.) Korm. rendelet hatályon kívül helyezéséről
- 14/1995. (II. 10.) Korm. rendelet 	 az agrárágazat támogatásának egyes kérdéseiről szóló 187/1994. (XII. 30.) Korm. rendelet módosításáról
- 15/1995. (II. 22.) Korm. rendelet 	 a Magyar Köztársaság Kormánya és a Görög Köztársaság Kormánya között a terrorizmus, a kábítószer tiltott forgalma és a szervezett bűnözés elleni harcban történő együttműködésről és egyéb bűnözési formák elleni fellépésről szóló Megállapodás kihirdetéséről
- 16/1995. (II. 28.) Korm. rendelet 	 a Magyar Köztársaság Művészeti Alapjának megszüntetéséről és a Magyar Alkotóművészeti Alapítvány létesítéséről szóló 117/1992. (VII. 29.) Korm. rendelet módosításáról
- 17/1995. (III. 1.) Korm. rendelet 	 a privatizációért felelős miniszter feladatairól
- 18/1995. (III. 1.) Korm. rendelet 	 a nyugellátások és baleseti nyugellátások emeléséről
- 19/1995. (III. 1.) Korm. rendelet 	 a nyugdíjszerű rendszeres szociális ellátások emeléséről
- 20/1995. (III. 3.) Korm. rendelet 	 a kisebbségi önkormányzatok költségvetésének, gazdálkodásának, vagyonjuttatásának egyes kérdéseiről
- 21/1995. (III. 3.) Korm. rendelet 	 a menekülteket befogadó állomásokról szóló 64/1989. (VI. 30.) MT rendelet módosításáról
- 22/1995. (III. 8.) Korm. rendelet 	 a költségvetési szervek gazdálkodásáról szóló egyes kormányrendeletek módosításáról
- 23/1995. (III. 8.) Korm. rendelet 	 az államháztartás alrendszereinek bankszámlavezetési, letéti kezelési, pénzellátási és költségvetési befizetési rendjéről szóló 140/1993. (X. 12.) Korm. rendelet módosításáról
- 24/1995. (III. 8.) Korm. rendelet 	 egyes kormányrendeletek és -határozatok hatályon kívül helyezéséről
- 25/1995. (III. 8.) Korm. rendelet 	 az állami felsőoktatási intézmények karainak felsorolásáról
- 6/1995. (III. 24.) Korm. rendelet 	 az Európa Tanács Budapesti Európai Ifjúsági Központja székhelyének biztosításáról
- 27/1995. (III. 24.) Korm. rendelet 	 az energia-áremelés részleges intézményi ellentételezéséről
- 28/1995. (III. 24.) Korm. rendelet 	 a felsőoktatási intézmények felvételi eljárásainak általános szabályairól
- 29/1995. (III. 24.) Korm. rendelet 	 a közalkalmazotti tanácsi választással kapcsolatos egyes kérdésekről
- 30/1995. (III. 24.) Korm. rendelet 	 a levegő tisztaságának védelméről szóló 21/1986. (VI. 2.) MT rendelet módosításáról
- 31/1995. (III. 24.) Korm. rendelet 	 a közúti közlekedési szolgáltatásokról és a közúti járművek üzemben tartásáról szóló 89/1988. (XII. 20.) MT rendelet módosításáról
- 32/1995. (III. 31.) Korm. rendelet 	 a társadalombiztosításról szóló 1975. évi II. törvény végrehajtásáról rendelkező 89/1990. (V. 1.) MT rendelet módosításáról
- 33/1995. (III. 31.) Korm. rendelet 	 a vállalkozó devizaszámlájáról
- 34/1995. (IV. 5.) Korm. rendelet 	 a villamos energia termeléséről, szállításáról és szolgáltatásáról szóló 1994. évi XLVIII. törvény egyes rendelkezéseinek végrehajtásáról
- 35/1995. (IV. 5.) Korm. rendelet 	 a vásárokról és a piacokról
- 36/1995. (IV. 5.) Korm. rendelet 	 a részben vagy teljesen tartósan állami tulajdonban maradó gazdálkodó szervezetekről szóló 126/1992. (VIII. 28.) Korm. rendelet módosításáról
- 37/1995. (IV. 5.) Korm. rendelet 	 az életvédelmi létesítmények egységes nyilvántartási és adatszolgáltatási rendjéről
- 38/1995. (IV. 5.) Korm. rendelet 	 a közműves ivóvízellátásról és a közműves szennyvízelvezetésről
- 39/1995. (IV. 7.) Korm. rendelet 	 a Nemzeti Ellenállásért Emléklap adományozásáról
- 40/1995. (IV. 19.) Korm. rendelet	 a Magyar Nemzeti Bank éves beszámoló készítési és könyvvezetési kötelezettségének sajátosságairól szóló 180/1991. (XII. 30.) Korm. rendelet módosításáról
- 41/1995. (IV. 19.) Korm. rendelet 	 az áruk, szolgáltatások és anyagi értéket képviselő jogok kiviteléről, illetőleg behozataláról szóló 112/1990. (XII. 23.) Korm. rendelet módosításáról
- 42/1995. (IV. 19.) Korm. rendelet 	 a mérésügyről szóló 1991. évi XLV. törvény végrehajtására kiadott 127/1991. (X. 9.) Korm. rendelet módosításáról
- 43/1995. (IV. 24.) Korm. rendelet 	 a Magyar Köztársaság Kormánya és a Németországi Szövetségi Köztársaság Kormánya között a Magyar Köztársaságban lévő német háborús sírokról és a Németországi Szövetségi Köztársaságban lévő magyar háborús sírokról szóló, Bonnban, 1993. november 16-án aláírt Megállapodás kihirdetéséről
- 44/1995. (IV. 24.) Korm. rendelet 	 az építésügyről szóló 1964. évi III. törvény végrehajtására kiadott 30/1964. (XII. 2.) Korm. rendelet módosításáról
- 45/1995. (IV. 24.) Korm. rendelet 	 a lakáscélú támogatásokról szóló 106/1988. (XII. 26.) MT rendelet módosításáról
- 46/1995. (IV. 24.) Korm. rendelet 	 a közigazgatási szakvizsgáról
- 47/1995. (IV. 27.) Korm. rendelet 	 a külföldi felsőoktatási intézményben szerzett fokozatok, oklevelek és diplomák elismeréséről és honosításáról
- 48/1995. (IV. 27.) Korm. rendelet 	 a termőfölddel rendelkező munkanélküliek vállalkozóvá válásának támogatásáról szóló 152/1993. (X. 28.) Korm. rendelet hatályon kívül helyezéséről
- 49/1995. (V. 4.) Korm. rendelet 	 a Rendvédelmi Szervek Védelmi Szolgálatáról
- 50/1995. (V. 10.) Korm. rendelet 	 a Magyar Köztársaság Kormánya és az Orosz Föderáció Kormánya között a mezőgazdaság és az élelmiszeripar területén megvalósuló gazdasági és tudományos-műszaki együttműködésről szóló Egyezmény kihirdetéséről
- 51/1995. (V. 10.) Korm. rendelet 	 az állam tulajdonából ideiglenesen ki nem adható műemlékekről szóló 83/1992. (V. 14.) Korm. rendelet módosításáról
- 52/1995. (V. 10.) Korm. rendelet 	 a korengedményes nyugdíjazásról szóló 5/1990. (I. 18.) MT rendelet módosításáról
- 53/1995. (V. 10.) Korm. rendelet 	 a "Professor Emeritus" címmel rendelkezők rendszeres juttatásáról
- 54/1995. (V. 10.) Korm. rendelet 	 a főváros és a megyei jogú városok szennyvíztisztítási programja központi költségvetési támogatásának igénybevételi rendjéről
- 55/1995. (V. 17.) Korm. rendelet 	 a tudományos továbbképzés befejezésének feltételeiről, a külföldön szerzett tudományos fokozat hazai elismeréséről és a kandidátusi fokozattal járó illetménykiegészítésről
- 56/1995. (V. 17.) Korm. rendelet 	 a tulajdonviszonyok rendezése érdekében, az állam által az állampolgárok tulajdonában igazságtalanul okozott károk részleges kárpótlásáról szóló 1991. évi XXV. törvény végrehajtásáról szóló 104/1991. (VIII. 3.) Korm. rendelet módosításáról
- 57/1995. (V. 17.) Korm. rendelet 	 az agrárágazat támogatásának egyes kérdéseiről szóló 187/1994. (XII. 30.) Korm. rendelet módosításáról
- 58/1995. (V. 19.) Korm. rendelet 	 a gazdasági kamarák elhelyezéséről
- 59/1995. (V. 30.) Korm. rendelet 	 a hivatásos önkormányzati tűzoltóságok tárgyi és költségvetési átadás-átvételének rendjéről
- 60/1995. (V. 30.) Korm. rendelet 	 az építésügyről szóló 1964. évi III. törvény végrehajtására kiadott 30/1964. (XII. 2.) Korm. rendelet módosításáról
- 61/1995. (V. 30.) Korm. rendelet	 a területfejlesztés kedvezményezett területeinek jegyzékéről
- 62/1995. (VI. 8.) Korm. rendelet 	 a Balatonnal kapcsolatos kormányzati feladatok koordinációjáról
- 63/1995. (VI. 8.) Korm. rendelet 	 a víz- és csatornadíjnak a lakások és a nem lakás céljára szolgáló helyiségek bérlőre való áthárításáról szóló 18/1990. (I. 31.) MT rendelet módosításáról
- 64/1995. (VI. 9.) Korm. rendelet 	 a borsodi acélipar reorganizációjáért felelős kormánybiztos kinevezéséről
- 65/1995. (VI. 9.) Korm. rendelet 	 az árutőzsde éves beszámoló készítési és könyvvezetési kötelezettségének sajátosságairól
- 66/1995. (VI. 13.) Korm. rendelet 	 a Magyar Köztársaság Kormánya és Japán Kormánya között Budapesten, 1994. február 23-án aláírt légiközlekedési megállapodás kihirdetéséről
- 67/1995. (VI. 13.) Korm. rendelet 	 az ózonréteget lebontó anyagokról szóló, Montreálban, 1987. szeptember 16. napján aláírt Jegyzőkönyv módosításainak kihirdetéséről
- 68/1995. (VI. 17.) Korm. rendelet 	 a családi pótlékról és a családok támogatásáról szóló 1990. évi XXV. törvény végrehajtásáról
- 69/1995. (VI. 17.) Korm. rendelet 	 a társadalombiztosításról szóló 1975. évi II. törvény végrehajtásáról rendelkező 89/1990. (V. 1.) MT rendelet módosításáról
- 70/1995. (VI. 17.) Korm. rendelet 	 az egészségügy társadalombiztosítási finanszírozásának egyes kérdéseiről szóló 52/1993. (IV. 2.) Korm. rendelet módosításáról
- 71/1995. (VI. 17.) Korm. rendelet 	 a térítési díj ellenében igénybe vehető egészségügyi szolgáltatásokról és térítésük módjáról szóló 107/1992. (VI. 26.) Korm. rendelet módosításáról
- 72/1995. (VI. 17.) Korm. rendelet 	 a gyermeknevelési támogatás megállapításának szabályairól, valamint a szociális ellátások igényléséhez felhasználható bizonyítékokról szóló 32/1993. (II. 17.) Korm. rendelet módosításáról
- 73/1995. (VI. 22.) Korm. rendelet 	 a Magyar Köztársaság Kormánya és a Belarusz Köztársaság Kormánya között a mezőgazdaság és az élelmiszeripar területén megvalósuló gazdasági és tudományos-műszaki együttműködésről szóló Egyezmény kihirdetéséről
- 74/1995. (VI. 22.) Korm. rendelet 	 az életüktől és szabadságuktól politikai okból jogtalanul megfosztottak kárpótlásáról szóló 1992. évi XXXII. törvény végrehajtásáról
- 75/1995. (VI. 22.) Korm. rendelet 	 a Magyar Szabványügyi Testület feletti törvényességi felügyeletet gyakorló miniszter kijelöléséről
- 76/1995. (VI. 22.) Korm. rendelet 	 a Nemzeti Akkreditáló Testület feletti törvényességi felügyeletet gyakorló miniszter kijelöléséről
- 77/1995. (VI. 27.) Korm. rendelet 	 a Magyar Köztársaság Kormánya és a Török Köztársaság Kormánya között a török állampolgárok átutazását megkönnyítő jegyzékváltással létrejött Megállapodás kihirdetéséről
- 78/1995. (VI. 27.) Korm. rendelet 	 a hivatásos önkormányzati tűzoltóságok legkisebb létszámáról, valamint Riasztási és Segítségnyújtási Tervéről
- 79/1995. (VI. 30.) Korm. rendelet 	 a minősített adat kezelésének rendjéről
- 80/1995. (VII. 6.) Korm. rendelet	 az államháztartás alrendszereinek bankszámlavezetési, letéti kezelési, pénzellátási és költségvetési befizetési rendjéről szóló 140/1993. (X. 12.) Korm. rendelet módosításáról
- 81/1995. (VII. 6.) Korm. rendelet 	 az Országos Nukleárisbaleset-elhárítási Rendszer létrehozásáról szóló 135/1989. (XII. 22.) MT rendelet módosításáról
- 82/1995. (VII. 6.) Korm. rendelet 	 a Fogyasztóvédelmi Főfelügyelőségről szóló 95/1991. (VII. 23.) Korm. rendelet módosításáról
- 83/1995. (VII. 6.) Korm. rendelet 	 a felsőoktatási intézmények hallgatói részére nyújtható támogatásokról és az általuk fizetendő díjakról és térítésekről
- 84/1995. (VII. 12.) Korm. rendelet 	 a távközlési beruházási hozzájárulásról szóló 16/1987. (V. 13.) MT rendelet hatályon kívül helyezéséről
- 85/1995. (VII. 12.) Korm. rendelet 	 az áruknak, szolgáltatásoknak és anyagi értéket képviselő jogoknak a Magyar Köztársaság Oroszországgal szembeni követeléseinek törlesztése keretében történő behozataláról
- 86/1995. (VII. 14.) Korm. rendelet 	 az agrárágazat támogatásának egyes kérdéseiről szóló 187/1994. (XII. 30.) Korm. rendelet módosításáról
- 87/1995. (VII. 14.) Korm. rendelet 	 a vállalkozás keretében végzett személy- és vagyonvédelmi, valamint a magánnyomozói tevékenység átmeneti szabályairól
- 88/1995. (VII. 14.) Korm. rendelet 	 a nyugellátások és baleseti nyugellátások 1995. szeptember havi emeléséről
- 89/1995. (VII. 14.) Korm. rendelet 	 a foglalkozás-egészségügyi szolgálatról
- 90/1995. (VII. 25.) Korm. rendelet 	 a Magyar Köztársaság Kormánya és az Olasz Köztársaság Kormánya közötti vízummegállapodás kihirdetéséről
- 91/1995. (VIII. 4.) Korm. rendelet 	 a nyugdíjszerű rendszeres szociális ellátások emeléséről
- 92/1995. (VIII. 4.) Korm. rendelet 	 a gazdálkodó szervezetek 1995. évi egyedi támogatásáról
- 93/1995. (VIII. 8.) Korm. rendelet 	 a Nemzeti Gyermek- és Ifjúsági Alapítványról szóló 81/1990. (IV. 27.) MT rendelet módosításáról
- 94/1995. (VIII. 24.) Korm. rendelet 	 a Közép-Európai Szabadkereskedelmi Megállapodás 1–6. számú Jegyzőkönyveinek módosításáról szóló Kiegészítő Jegyzőkönyv kihirdetéséről
- 95/1995. (VIII. 24.) Korm. rendelet 	 a villamosenergia-szállítás és -szolgáltatás korlátozásáról és szüneteltetéséről
- 96/1995. (VIII. 24.) Korm. rendelet 	 a felsőoktatási intézmények létesítésének és megszüntetésének eljárási rendjéről
- 97/1995. (VIII. 24.) Korm. rendelet 	 a levegő tisztaságának védelméről szóló 21/1986. (VI. 2.) MT rendelet módosításáról
- 98/1995. (VIII. 24.) Korm. rendelet 	 az egyes értékpapírok előállításának, kezelésének és fizikai megsemmisítésének biztonsági szabályairól
- 99/1995. (VIII. 24.) Korm. rendelet 	 az egyházi nyugdíjalapok támogatásáról
- 100/1995. (VIII. 24.) Korm. rendelet 	 a Határon Túli Magyarok Hivataláról szóló 90/1992. (V. 29.) Korm. rendelet módosításáról
- 101/1995. (VIII. 25.) Korm. rendelet 	 a társadalombiztosításról szóló 1975. évi II. törvény végrehajtásáról rendelkező 89/1990. (V. 1.) MT rendelet módosításáról
- 102/1995. (VIII. 25.) Korm. rendelet 	 a keresőképtelenség és keresőképesség orvosi elbírálásáról és annak ellenőrzéséről
- 103/1995. (VIII. 25.) Korm. rendelet 	 az egészségügy társadalombiztosítási finanszírozásának egyes kérdéseiről
- 104/1995. (VIII. 25.) Korm. rendelet 	 a közgyógyellátási igazolványról szóló 28/1993. (II. 17.) Korm. rendelet módosításáról
- 105/1995. (IX. 8.) Korm. rendelet 	 az exporthitelekhez kapcsolódó kamatkiegyenlítési rendszerről
- 106/1995. (IX. 8.) Korm. rendelet 	 a felszámolási eljárás és a végelszámolás környezet- és természetvédelmi követelményeiről
- 107/1995. (IX. 8.) Korm. rendelet 	 az erőművek létesítési és üzembe helyezési engedélyezési eljárásáról
- 108/1995. (IX. 8.) Korm. rendelet 	 a munkaügyi miniszter feladat- és hatásköréről szóló 46/1990. (IX. 15.) Korm. rendelet kiegészítéséről
- 109/1995. (IX. 15.) Korm. rendelet 	 az egyes művészeti tevékenységet folytatók öregségi nyugdíjra jogosultságáról szóló 5/1992. (I. 13.) Korm. rendelet módosításáról
- 110/1995. (IX. 21.) Korm. rendelet 	 az államháztartási reform kölcsön előkészítését szolgáló Japán Segélyegyezmény kihirdetéséről
- 111/1995. (IX. 21.) Korm. rendelet 	 a nehéz tehergépkocsik közlekedésének korlátozásáról
- 112/1995. (IX. 27.) Korm. rendelet 	 a Magyar-EK Társulási Tanács 1/95. számú határozatáról a Magyar Köztársaság és az Európai Közösségek és azok tagállamai között társulás létesítéséről szóló Európai Megállapodás 4. számú Jegyzőkönyvének módosításáról
- 113/1995. (IX. 27.) Korm. rendelet 	 a környezetvédelmi termékdíjról, továbbá egyes termékek környezetvédelmi termékdíjáról szóló 1995. évi LVI. törvény végrehajtásához szükséges egyes intézkedésekről
- 114/1995. (IX. 27.) Korm. rendelet 	 a települések polgári védelmi besorolásának szabályairól és a védelmi követelményekről
- 115/1995. (IX. 27.) Korm. rendelet 	 a Területfejlesztési Alap felhasználásának részletes szabályairól szóló 169/1993. (XII. 3.) Korm. rendelet módosításáról
- 116/1995. (IX. 28.) Korm. rendelet 	 a Kisebbségek Napjáról
- 117/1995. (IX. 29.) Korm. rendelet 	 a vásárokról és piacokról szóló 35/1995. (IV. 5.) Korm. rendelet módosításáról
- 118/1995. (IX. 29.) Korm. rendelet 	 a tartós fogyasztási cikkek alkatrészellátásáról és javítószolgálatáról szóló 35/1978. (VII. 6.) MT rendelet módosításáról
- 119/1995. (IX. 29.) Korm. rendelet 	 az egyes tartós használatra rendelt termékek jótállási kötelezettségéről szóló 117/1991. (IX. 10.) Korm. rendelet módosításáról
- 120/1995. (X. 4.) Korm. rendelet 	 a Magyar Köztársaság Kormánya és a Szlovák Köztársaság Kormánya között a terrorizmus, a kábítószer tiltott forgalma és az egyéb szervezett bűnözés elleni küzdelemben történő együttműködésről szóló, Budapesten, 1995. június 28-án aláírt Megállapodás kihirdetéséről
- 121/1995. (X. 4.) Korm. rendelet 	 a Balatonnal kapcsolatos kormányzati feladatok koordinációjáról szóló 62/1995. (VI. 8.) Korm. rendelet módosításáról
- 122/1995. (X. 6.) Korm. rendelet 	 a társadalombiztosításról szóló 1975. évi II. törvény végrehajtásáról rendelkező 89/1990. (V. 1.) MT rendelet módosításáról
- 123/1995. (X. 6.) Korm. rendelet 	 a nyugdíjas bányászok szénjárandóságának pénzbeli megváltásáról rendelkező 145/1992. (XI. 4.) Korm. rendelet módosításáról
- 124/1995. (X. 18.) Korm. rendelet 	 a tulajdonviszonyok rendezése érdekében, az állam által igazságtalanul okozott károk részleges kárpótlásáról szóló 1991. évi XXV. törvény végrehajtásáról rendelkező 104/1991. (VIII. 3.) Korm. rendelet módosításáról
- 125/1995. (X. 18.) Korm. rendelet 	 a könyvvizsgálat rendjéről szóló 46/1992. (III. 13.) Korm. rendelet módosításáról
- 126/1995. (X. 18.) Korm. rendelet 	 egyes jogszabályok hatályon kívül helyezéséről
- 127/1995. (X. 20.) Korm. rendelet 	 az állami címer és az állami felségjogra utaló elnevezés használatával kapcsolatos egyes jogszabályi rendelkezések hatályon kívül helyezéséről
- 128/1995. (X. 20.) Korm. rendelet 	 a "Közbeszerzési Értesítő, A Közbeszerzések Tanácsának Hivatalos Lapjá"-ban történő közzététel rendjéről és térítési díjáról
- 129/1995. (X. 25.) Korm. rendelet 	 a felsőoktatási intézmények hallgatói részére nyújtható támogatásokról és az általuk fizetendő díjakról és térítésekről szóló 83/1995. (VII. 6.) Korm. rendelet módosításáról
- 130/1995. (X. 26.) Korm. rendelet 	 a Nemzeti alaptanterv kiadásáról
- 131/1995. (XI. 9.) Korm. rendelet 	 a Magyar Köztársaság Kormánya és a Szlovén Köztársaság Kormánya között a növényvédelmi együttműködésről szóló Egyezmény kihirdetéséről
- 132/1995. (XI. 9.) Korm. rendelet 	 az állami felsőoktatási intézmények karainak felsorolásáról szóló 25/1995. (III. 8.) Korm. rendelet mellékletének módosításáról, illetve kiegészítéséről
- 133/1995. (XI. 9.) Korm. rendelet 	 az Élő Nyelvek Európai Központjának létrehozásáról szóló kibővített részegyezmény kihirdetéséről
- 134/1995. (XI. 16.) Korm. rendelet 	 a gazdasági kamarák általános feladatai biztosításához szükséges jogszabály-módosításokról
- 135/1995. (XI. 22.) Korm. rendelet 	 a Magyar Köztársaság Kormánya és Ukrajna Kormánya között a szervezett bűnözés elleni harcban történő együttműködésről szóló, Kijevben, 1995. május 19-én aláírt Egyezmény kihirdetéséről
- 136/1995. (XI. 22.) Korm. rendelet 	 az értékpapír-forgalmazók éves beszámoló készítési és könyvvezetési kötelezettségének sajátosságairól szóló 183/1991. (XII. 30.) Korm. rendelet módosításáról
- 137/1995. (XI. 22.) Korm. rendelet 	 a közforgalmú személyszállítási utazási kedvezményekről szóló 13/1991. (I. 18.) Korm. rendelet módosításáról
- 138/1995. (XI. 22.) Korm. rendelet 	 az 1996. évre szóló Országos Statisztikai Adatgyűjtési Programról
- 139/1995. (XI. 24.) Korm. rendelet 	 a költségvetés alapján gazdálkodó szervek beszámolási és könyvvezetési kötelezettségéről szóló 179/1991. (XII. 30.) Korm. rendelet módosításáról
- 140/1995. (XI. 29.) Korm. rendelet 	 a tűzvédelem és a polgári védelem központi szervezetének szétválásáról
- 141/1995. (XI. 30.) Korm. rendelet 	 a légi közlekedésről szóló 1995. évi XCVII. törvény végrehajtásáról
- 142/1995. (XI. 30.) Korm. rendelet 	 az önálló polgári légiközlekedési hatóság létesítéséről
- 143/1995. (XI. 30.) Korm. rendelet 	 a kerékbilincs alkalmazásával és a járművek elszállításával kapcsolatos szabályokról
- 144/1995. (XII. 7.) Korm. rendelet 	 a Magyar Köztársaság Kormánya és az Osztrák Szövetségi Kormány között a közúti és vízi határforgalom ellenőrzéséről szóló Egyezmény végrehajtására vonatkozó 1993. október 11-én aláírt Megállapodás módosítására vonatkozó Megállapodás kihirdetéséről
- 145/1995. (XII. 7.) Korm. rendelet 	 a Magyar Köztársaság Kormánya és az Osztrák Szövetségi Kormány között a közös államhatáron új határátkelőhelyek létesítéséről 1991. április 5-én aláírt Megállapodás, illetőleg a két Kormány között a közúti és vízi határforgalom ellenőrzéséről szóló Egyezmény végrehajtására vonatkozó 1993. október 11-én aláírt Megállapodásban meghatározott Fertőd-Pamhagen határátkelőhelyen mező- és erdőgazdasági járművek határátlépése tárgyában készített szóbeli jegyzék kihirdetéséről
- 146/1995. (XII. 7.) Korm. rendelet 	 a Magyar Köztársaság Kormánya és az Osztrák Szövetségi Kormány között a vasúti határforgalom ellenőrzéséről szóló Egyezménynek a Magyar Köztársaság Kormánya és az Osztrák Szövetségi Kormány közötti, 1993. április 14-én aláírt Végrehajtási Megállapodásának módosításáról szóló Megállapodás kihirdetéséről
- 147/1995. (XII. 7.) Korm. rendelet 	 a Magyar Köztársaság Kormánya és az Osztrák Szövetségi Kormány között a közös államhatáron új határátkelőhelyek létesítéséről 1991. április 5-én aláírt Megállapodás, illetőleg a két Kormány között a közúti és vízi határforgalom ellenőrzéséről szóló Egyezmény végrehajtására vonatkozó 1993. október 11-én aláírt Megállapodásban meghatározott, a magyar és osztrák állampolgárok számára megnyitott határátkelőhelyek EU-tagállamok állampolgárai által történő használata tárgyában készített szóbeli jegyzék kihirdetéséről
- 148/1995. (XII. 7.) Korm. rendelet 	 a kisebbségi önkormányzatok költségvetésének, gazdálkodásának, vagyonjuttatásának egyes kérdéseiről szóló 20/1995. (III. 3.) Korm. rendelet módosításáról
- 149/1995. (XII. 7.) Korm. rendelet 	 a tulajdonviszonyok rendezése érdekében, az állam által igazságtalanul okozott károk részleges kárpótlásáról szóló 1991. évi XXV. törvény végrehajtásáról rendelkező 104/1991. (VIII. 3.) Korm. rendelet módosításáról
- 150/1995. (XII. 12.) Korm. rendelet 	 a Magyar Köztársaság Kormánya és a Szlovén Köztársaság Kormánya között a természeti és civilizációs katasztrófák elleni védelem terén létrehozott Egyezmény kihirdetéséről
- 151/1995. (XII. 12.) Korm. rendelet 	 a közúti közlekedés szabályairól szóló 1/1975. (II. 5.) KPM-BM együttes rendelet módosításáról
- 152/1995. (XII. 12.) Korm. rendelet 	 a környezeti hatásvizsgálat elvégzéséhez kötött tevékenységek köréről és az ezzel kapcsolatos hatósági eljárás részletes szabályairól
- 153/1995. (XII. 15.) Korm. rendelet 	 a Világkiállítás lemondásával összefüggő feladatok ellátásával megbízott kormánybiztosi tisztség megszüntetéséről
- 154/1995. (XII. 20.) Korm. rendelet 	 a nemzetközi kombinált áruszállítást elősegítő kedvezményekről
- 155/1995. (XII. 22.) Korm. rendelet 	 az igazságügyi szakértőkről szóló 53/1993. (IV. 2.) Korm. rendelet módosításáról
- 156/1995. (XII. 26.) Korm. rendelet 	 a költségvetési szervek tervezésének, gazdálkodásának, beszámolásának rendszeréről
- 157/1995. (XII. 26.) Korm. rendelet 	 a központi beruházások költségvetési előirányzatainak megtervezéséről és az ezek felhasználásával megvalósuló beruházási kiadások finanszírozásának rendjéről
- 158/1995. (XII. 26.) Korm. rendelet 	 az államháztartás pénzügyi információs rendszeréről, az államháztartás alrendszereinek tervezési, beszámolási és adatszolgáltatási kötelezettségéről, valamint a központi költségvetés végrehajtásával kapcsolatos egyes kérdésekről
- 159/1995. (XII. 26.) Korm. rendelet 	 az államháztartás alrendszereinek bankszámla-vezetési, pénzellátási, előirányzat-felhasználási, költségvetési befizetési és letéti kezelési rendjéről
- 160/1995. (XII. 26.) Korm. rendelet 	 a vízgazdálkodási társulatokról
- 161/1995. (XII. 26.) Korm. rendelet 	 a devizáról szóló 1995. évi XCV. törvény végrehajtásáról
- 162/1995. (XII. 27.) Korm. rendelet 	 az 1995. évi elemi károk enyhítéséről
- 163/1995. (XII. 27.) Korm. rendelet 	 a nukleáris export és import engedélyezéséről szóló 2/1986. (I. 19.) MT rendelet módosításáról
- 164/1995. (XII. 27.) Korm. rendelet 	 a súlyos mozgáskorlátozott személyek közlekedési kedvezményeiről
- 165/1995. (XII. 27.) Korm. rendelet 	 a köztisztviselők munkavégzéséről, munka- és pihenőidejéről, jutalmazásáról, valamint juttatásairól szóló 170/1992. (XII. 22.) Korm. rendelet módosításáról
- 166/1995. (XII. 27.) Korm. rendelet 	 a műszaki-biztonsági felügyeletet ellátó szervezetről
- 167/1995. (XII. 27.) Korm. rendelet 	 a gazdasági kamarák elhelyezéséről szóló 58/1995. (V. 19.) Korm. rendelet módosításáról
- 168/1995. (XII. 27.) Korm. rendelet 	 a külföldi kiküldetéshez kapcsolódó elismert költségekről
- 169/1995. (XII. 27.) Korm. rendelet 	 az Adó- és Pénzügyi Ellenőrzési Hivatalról szóló 55/1991. (IV. 11.) Korm. rendelet módosításáról
- 170/1995. (XII. 27.) Korm. rendelet 	 az egészségügy társadalombiztosítási finanszírozásának egyes kérdéseiről szóló 103/1995. (VIII. 25.) Korm. rendelet módosításáról
- 171/1995. (XII. 27.) Korm. rendelet 	 a tudományos továbbképzés befejezésének feltételeiről, a külföldön szerzett tudományos fokozat hazai elismeréséről és a kandidátusi fokozattal járó illetménykiegészítésről szóló 55/1995. (V. 17.) Korm. rendelet módosításáról
- 172/1995. (XII. 27.) Korm. rendelet 	 a családi pótlékról és a családok támogatásáról szóló 1990. évi XXV. törvény végrehajtására kiadott 68/1995. (VI. 17.) Korm. rendelet módosításáról
- 173/1995. (XII. 27.) Korm. rendelet 	 a nemzeti helytállásért elnevezésű pótlék bevezetéséről
- 174/1995. (XII. 27.) Korm. rendelet 	 a társadalombiztosításról szóló 1975. évi II. törvény végrehajtására kiadott 89/1990. (V. 1.) MT rendelet módosításáról
- 175/1995. (XII. 27.) Korm. rendelet 	 a nyugellátások és baleseti nyugellátások emeléséről
- 176/1995. (XII. 27.) Korm. rendelet 	 az áruk, szolgáltatások és anyagi értéket képviselő jogok kiviteléről, illetve behozataláról szóló 112/1990. (XII. 23.) Korm. rendelet módosításáról
- 177/1995. (XII. 29.) Korm. rendelet 	 egyes agrárgazdasági célok 1996. évi költségvetési támogatásáról [1]
- 178/1995. (XII. 29.) Korm. rendelet 	 a Magyar Köztársaság Kormánya és az Amerikai Egyesült Államok Kormánya közötti, a gazdasági, technikai és egyéb kapcsolódó segítségnyújtásról szóló Egyezmény kihirdetéséről [1]
- 179/1995. (XII. 29.) Korm. rendelet 	 a Magyar Alkotóművészeti Közalapítvány Alapító Okiratának módosításáról [1]

### Miniszteri rendeletek

#### Február
- 6/1995. (II. 8.) NM rendelet a szerzett immunhiányos tünetcsoport terjedésének meggátlása érdekében szükséges intézkedésekről és a szűrővizsgálat elrendeléséről szóló 5/1988. (V. 31.) SZEM rendeletmódosításáról
- 7/1995. (II. 10.) NM rendelet az egészségügyről szóló 1972. évi II. törvénynek a gyógyító-megelőző ellátásra vonatkozó rendelkezései végrehajtásáról rendelkező 15/1972. (VIII. 5.) EüM rendeletmódosításáról 11/1995. (II. 28.) NM rendeleta kézilőfegyverek, lőszerek, gáz- és riasztófegyverek megszerzésének és tartásának egészségi alkalmassági feltételeiről és vizsgálatáról szóló 22/1991. (XI. 15.) NM rendeletmódosításáról
- 10/1995. (II. 24.) NM rendelet a közgyógyellátásra jogosultak részére térítésmentesen rendelhető gyógyszerekről

11/1995. (II. 28.) NM rendeleta kézilőfegyverek, lőszerek, gáz- és riasztófegyverek megszerzésének és tartásának egészségi alkalmassági feltételeiről és vizsgálatáról szóló 22/1991. (XI. 15.) NM rendeletmódosításáról 

#### Március
- 1/1995.(III. 17.) MKM rendelet A rektorokkal és a főiskolai főigazgatókkal kapcsolatos munkáltatói jogkörök gyakorlásáról
- 2/1995. (III. 24.) KTM rendelet a levegő tisztaságának védelméről szóló 21/1986. (VI. 2.) MT rendelet végrehajtásáról szóló 4/1986. (VI. 2.) OKTII rendelkezés módosításáról [2]
- 2/1995. (III. 24.) KüM rendelet a tiszteletbeli konzulok küldéséről és fogadásáról [2]
- 3/1995. (III. 24.) MKM rendelet a Nemzeti Kulturális Alapról szóló, 1993. évi XXIII. törvény végrehajtásáról rendelkező 8/1994. (IV. 26.) MKM rendelet módosításáról [2]
- 13/1995. (III. 24.) NM rendelet a gyógyszerellátási szakasszisztens szakképesítés szakmai követelményeinek kiadásáról [2]

#### Augusztus
- 7/1995. (VIII. 1.) MKM rendelet A Scheiber Sándor-díj alapításáról

#### Szeptember
- 33/1995. (IX. 15.) NM rendelet a közgyógyellátásra jogosultak részére térítésmentesen rendelhető gyógyszerekről szóló 10/1995. (II. 24.) NM rendelet módosításáról
- 35/1995. (IX. 25.) NM rendelet a gyógyszerek rendeléséről és kiadásáról szóló 3/1995. (II. 8.) NM rendelet módosításáról
- 1/1995. (IX. 28.) ME rendelet a Kisebbségekért Díj alapításáról
- 10/1995. (IX. 28.) KTM rendelet a környezetvédelmi termékdíjról, továbbá egyes termékek környezetvédelmi termékdíjáról szóló 1995. évi LVI. törvény végrehajtásáról
- 21/1995. (IX. 28.) PM rendelet A pénzügyminiszter ágazatéba tartozó szakképesítések szakmai követelményeiről szóló 2/1995. (II. 22.) PM rendelet módosításáról

#### Október
- 37/1995. (X. 7.) NM rendelet a fogászati asszisztens, klinikai fogászati higiénikus, csecsemő- és kisgyermekgondozó, fogtechnikus, egészségügyi szakasszisztens (hisztokémiai és immunhisztokémiai szakasszisztens, citológiai szakasszisztens, mikrobiológiai laboratóriumi szakasszisztens, klinikai laboratóriumi szakasszisztens, emésztőszervi endoszkópos szakasszisztens) szakképesítések szakmai követelményeinek kiadásáról, valamint a közalkalmazottak által betölthető egyes munkakörök közalkalmazotti osztályba sorolásáról szóló, többször módosított 18/1992. (VII. 14.) NM rendelet módosításáról

#### November
- 39/1995. (XI. 3.) NM rendelet a magzati élet védelméről szóló 1992. évi LXXIX. törvény végrehajtásáról szóló 32/1992. (XII. 23.) NM rendelet módosításáról
- 24/1995. (XI. 22.) PM rendelet a számla, egyszerűsített számla és nyugta adóigazgatási azonosításáról, valamint a nyugta adását biztosító pénztárgép és taxaméter alkalmazásáról

#### December
- 44/1995. (XII. 29.) FM rendelet A földművelésügyi alapoktól átvett feladatok 1996. évi költségvetési támogatásáról [1]
- 45/1995. (XII. 29.) FM-PM-IKM együttes rendelet A mezőgazdasági és élelmiszeripari exporttámogatásról  [1]
- 21/1995. (XII. 29.) IM rendelet A jogiszakvizsgáról szóló 5/1991. (IV. 4.) IM rendelet módosításáról [1]
- 22/1995. (XII. 29.) 1M rendelet Az állam tulajdonában és a büntetés-végrehajtási szervek kezelésében lévő lakások, valamint a nem lakás céljára szolgáló helyiségek elidegenítéséről [1]
- 48/1995. (XII. 29.) NM rendelet Az Országos Haematológiai és Vértranszfúziós Intézet megszüntetéséről, az Országos Vérellátó Központ, valamint az Országos Haematológiai és Immunológiai Intézet létrehozásáról [1]
- 49/1995. (XII. 29.) NM-PM együttes rendelet A megváltozott munkaképességűdolgozók foglalkoztatásáról és szociális ellátásáról szóló 8/1983. (VI. 29.) EüM-PM együttes rendelet módosításáról [1]
- 31/1995. (XII. 29.) PM rendelet A Magyar Államkincstárban a pénzügyi teljesítések rendjéről, a számlák feletti rendelkezési jogosultsághoz kapcsolódó aláírás-bejelentésekről és a kincstári tranzakciós kódok alkalmazásáról [1]
- 32/1995. (XII. 29.) PM rendelet A települési önkormányzat hatáskörébe tartozó adók és adók módjára behajtandó köztartozások nyilvántartásáról, kezeléséről és elszámolásáról szóló 13/1991. (V. 21.) PM rendelet módosításáról [1]
- 33/1995. (XII. 29.) PM rendelet Az illetékek kezeléséről és könyveléséről szóló 14/1991. (V. 21.) PM rendelet módosításáról [1]

### Kormányhatározatok

#### Augusztus
- 1074/1995. (VIII. 4.) Korm. határozat  a villamos energia árszabályozásáról és 1997. január 1-jéig terjedő árkiigazításáról
- 1075/1995. (VIII. 4.) Korm. határozat  a földgáz árszabályozásáról és 1997. január 1-jéig terjedő árkiigazításáról

## Egyes államok fontosabb jogszabályai
- Szlovákia: Elfogadják a Szlovák nyelvtörvényt.